# 창핑역 (지하철)
창핑역(중국어: 昌平站)은 중화인민공화국 베이징시 창핑구 청베이 가도 정부가·구러우 남가 교차로에 위치한 창핑선의 지하철역이다. 본 역은 2015년 12월 26일 창핑선 2단계 개통과 함께 운영 개시하였다.

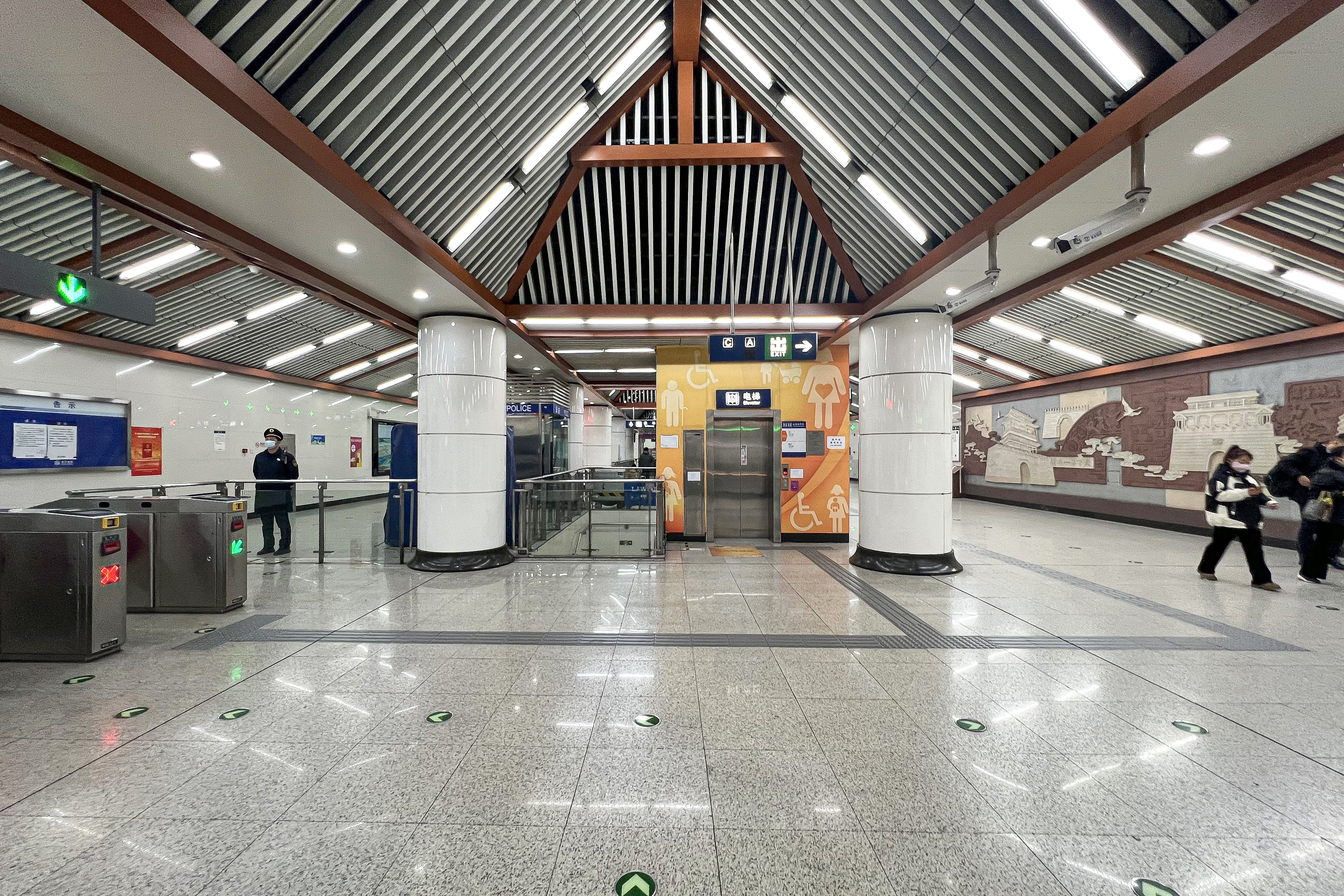
창핑역 대합실 (2023년 11월 촬영)

## 개요
본 역은 베이징 창핑구 청베이 가도, 정부가(동서 방향)와 구러우 남가(남북 방향)가 교차하는 지점에 위치하며 동서 방향으로 배열되어 있다. 역명은 창핑 구 시가지 중심에 있는 위치에 있어 제정되었다.

## 역 구조
본 역은 지하 2층 규모의 3경간 역사로, 지하 1층은 대합실 층이고 지하 2층은 승강장 층이다. 중앙에 대합실로 이어지는 2세트의 에스컬레이터가 있는 섬식 승강장의 구조로 설계되었다. 창핑역은 창핑선 2단계에서 유일하게 지하 굴착 공사를 채택한 역이다. 역사의 주요 구조는 길이 243.8m, 표준 단면 구조는 폭 21.1m, 바닥 깊이는 약 22.4m, 복토 덮개는 약 7.4m의 흙으로 덮여 있다.

### 층별 구조

승강장 전경(2017년 9월 촬영)

| 지면     |                                 | 출입구                                  |
| 지하 1층 | ■ 창핑선 대합실                 | 고객센터, 자동 발매기, 출입 게이트      |
| 지하 2층 | ←                               | ■ 창핑선 창핑시산커우 방면 (스싼링징취) |
| 지하 2층 | 섬식 승강장, 왼쪽 출입문이 열림 |                                         |
| 지하 2층 | →                               | ■ 창핑선 지먼차오 방면 (창핑둥관)       |

## 출입구

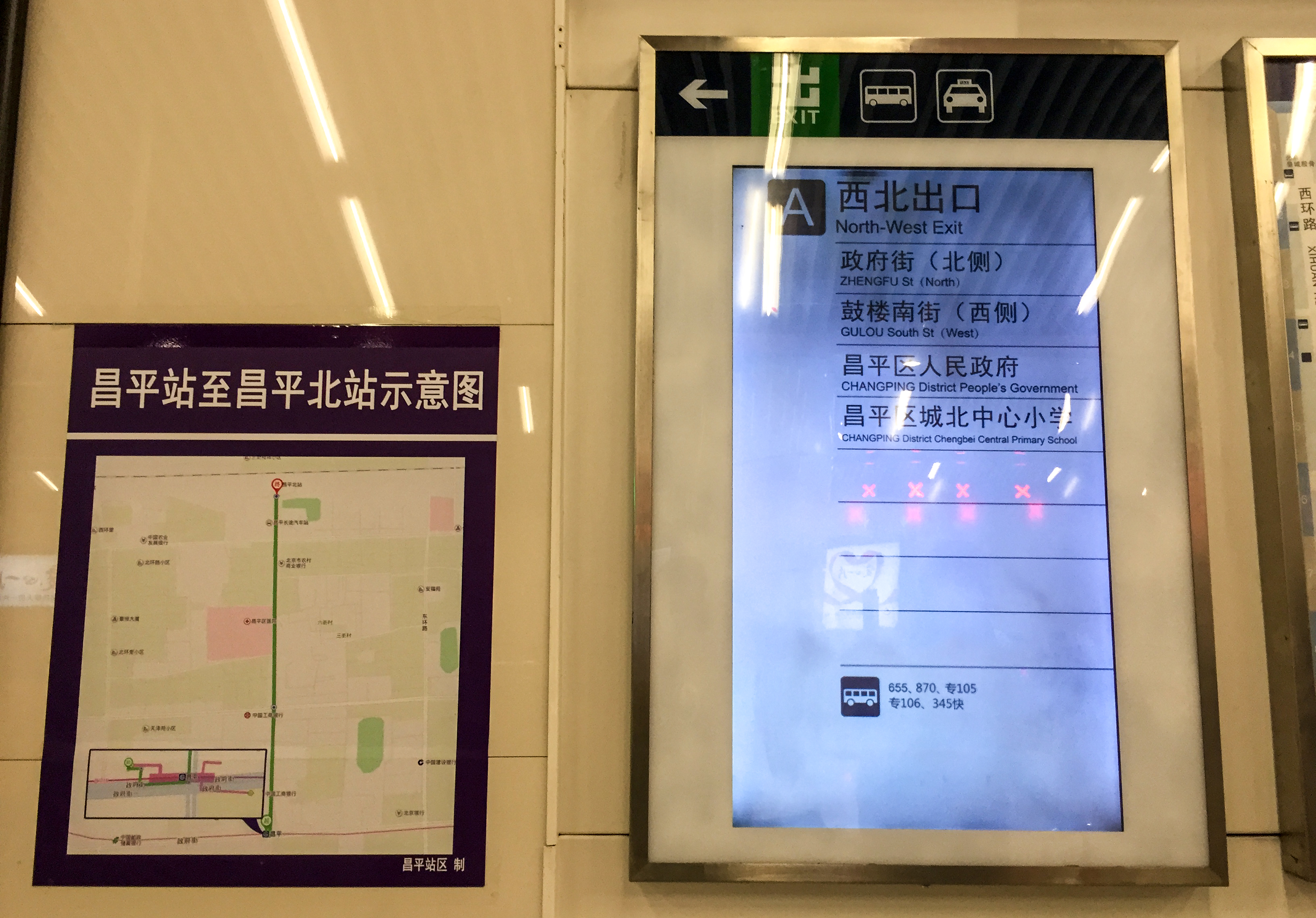
대합실 내 출입구 안내판 옆에 표시된 본 역에서 창핑 북역 간 안내 지도

본 역에는 3개의 출입구가 있다. 엘리베이터는 C출입구에 있다. 그러나 현재 A, C 2개의 출입구가 개방되어 있고, B출입구는 미개방된 상태이다.
|                         |                | |      |             |
| 출구                    | 지시           | 출구 인근 | 사진 | 무장애 시설 |
| 出口 · A                | 정부가(政府街) | 정부가(政府街) 북측, 구러우 남가(鼓楼南街) 서측, 창핑구 인민정부(昌平区人民政府), 창핑구 청베이 중심 초등학교(昌平区城北中心小学), 창핑 북역 |      | 빈칸        |
| 出口 · C                | 정부가(政府街) | 정부가(政府街) 남측, 구러우 남가(鼓楼南街) 동측, 창핑 공원(昌平公园)                                                                         |      |             |
| 아이콘 설명: 엘리베이터 |                | |      |             |

## 역 주변

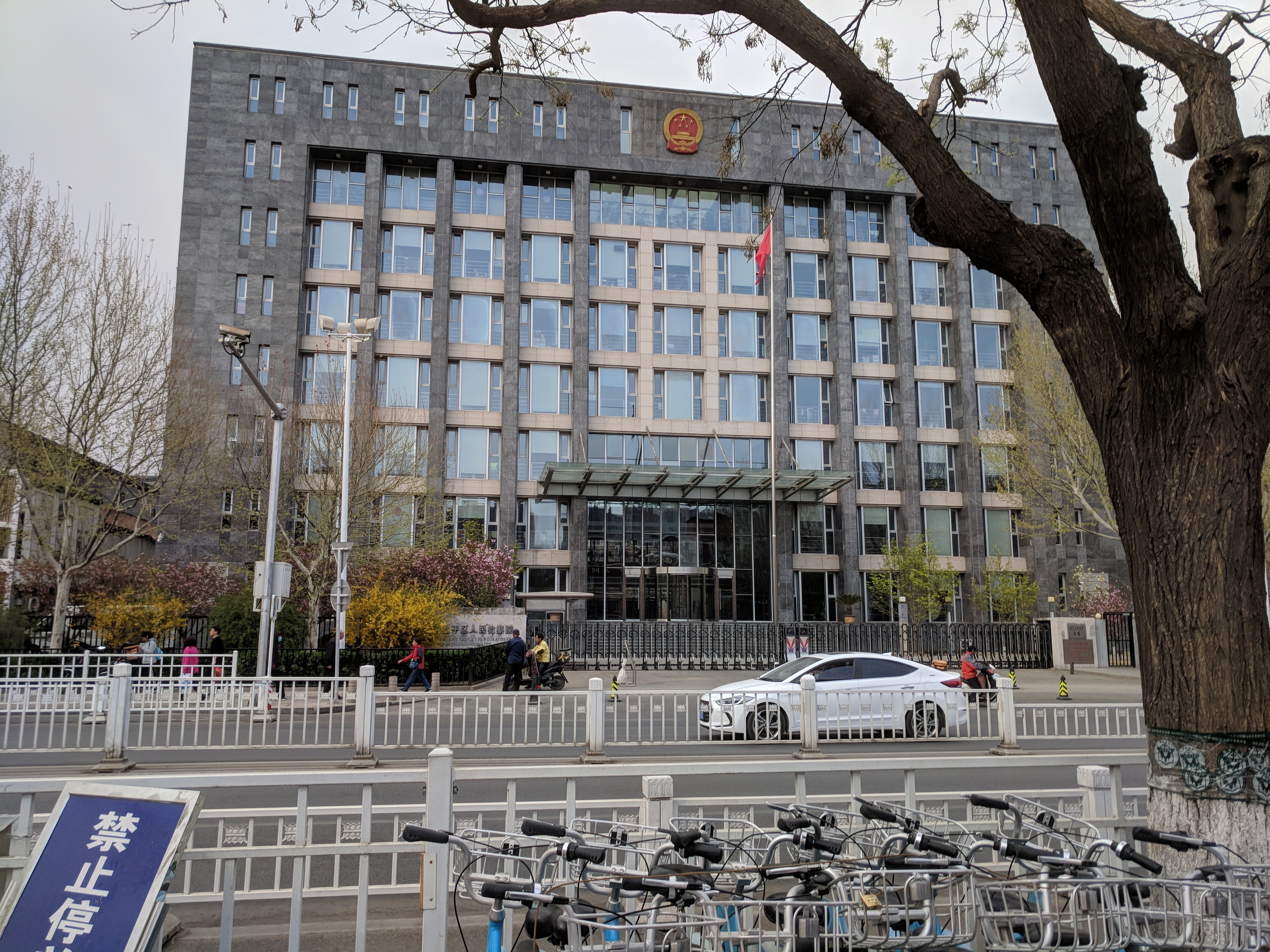
창핑구 인민 검찰원

- 베이징시 창핑구 인민정부(北京市昌平区人民政府)
- 베이징시 창핑구 인민 검찰원(北京市昌平区人民检察院)
- 베이징시 창핑구 제2중학교(北京市昌平区第二中学)